# Cryptoclidus
Cryptoclidus (gr. "clavícula oculta") és un gènere representat per una única espècie de sauròpsid plesiosaure que va viure en el Juràssic Mitjà en el que avui és Anglaterra, el nord de França, Rússia i Amèrica del Sud.

## Característiques
Cryptoclidus és un de majors plesiosaures coneguts; mesurava 8 m de longitud. Est pesava fins a 8 tones.